# Lista över fornlämningar i Gotlands kommun (Gerum)
Lista över fornlämningar i Gotlands kommun (Gerum) är en förteckning av ett urval av de fornlämningar som finns i Gerum i Gotlands kommun.
| Namn                  | Lämningstyp                      | Tillkomsttid | Historisk indelning | Plats | Läge                 | ID-nr          | Bild                                 |
| --------------------- | -------------------------------- | ------------ | ------------------- | ----- | -------------------- | -------------- | ------------------------------------ |
| Gerum 2:1             | Stensättning                     |              | Gerum, Gotland      |       | 57.288332, 18.324908 | 10092400020001 | Ladda upp en bild av detta fornminne |
| Gerum 2:2             | Stensättning                     |              | Gerum, Gotland      |       | 57.288538, 18.325308 | 10092400020002 | Ladda upp en bild av detta fornminne |
| Gerum 2:3             | Stensättning                     |              | Gerum, Gotland      |       | 57.288641, 18.325402 | 10092400020003 | Ladda upp en bild av detta fornminne |
| Gerum 3:1             | Stensättning                     |              | Gerum, Gotland      |       | 57.288187, 18.324475 | 10092400030001 | Ladda upp en bild av detta fornminne |
| Gerum 3:2             | Stensättning                     |              | Gerum, Gotland      |       | 57.288166, 18.324274 | 10092400030002 | Ladda upp en bild av detta fornminne |
| Gerum 4:1             | Stensättning                     |              | Gerum, Gotland      |       | 57.289185, 18.314382 | 10092400040001 | Ladda upp en bild av detta fornminne |
| Gerum 7:1             | Hällristning                     |              | Gerum, Gotland      |       | 57.288985, 18.325213 | 11100000000740 | Ladda upp en bild av detta fornminne |
| Gerum 7:2             | Hällristning                     |              | Gerum, Gotland      |       | 57.288985, 18.325213 | 11100000000741 | Ladda upp en bild av detta fornminne |
| Gerum 9:1             | Husgrund, förhistorisk/medeltida |              | Gerum, Gotland      |       | 57.294395, 18.324440 | 10092400090001 | Ladda upp en bild av detta fornminne |
| Gerum 9:2             | Husgrund, förhistorisk/medeltida |              | Gerum, Gotland      |       | 57.294087, 18.324168 | 10092400090002 | Ladda upp en bild av detta fornminne |
| Gerum 10:1            | Hällristning                     |              | Gerum, Gotland      |       | 57.298459, 18.310352 | 11100000000743 | Ladda upp en bild av detta fornminne |
| Gerum 10:2            | Hällristning                     |              | Gerum, Gotland      |       | 57.298337, 18.309655 | 11100000000744 | Ladda upp en bild av detta fornminne |
| Gerum 10:3            | Hällristning                     |              | Gerum, Gotland      |       | 57.298055, 18.309895 | 11100000000745 | Ladda upp en bild av detta fornminne |
| Gerum 11:1            | Husgrund, förhistorisk/medeltida |              | Gerum, Gotland      |       | 57.291688, 18.306782 | 10092400110001 | Ladda upp en bild av detta fornminne |
| Stavgard (Gerum 12:1) | Husgrund, förhistorisk/medeltida |              | Gerum, Gotland      |       | 57.303947, 18.309330 | 10092400120001 | Ladda upp en bild av detta fornminne |
| Gerum 12:2            | Husgrund, förhistorisk/medeltida |              | Gerum, Gotland      |       | 57.303603, 18.309359 | 10092400120002 | Ladda upp en bild av detta fornminne |
| Gerum 12:3            | Husgrund, förhistorisk/medeltida |              | Gerum, Gotland      |       | 57.303797, 18.309710 | 10092400120003 | Ladda upp en bild av detta fornminne |
| Gerum 12:4            | Husgrund, förhistorisk/medeltida |              | Gerum, Gotland      |       | 57.303646, 18.310544 | 10092400120004 | Ladda upp en bild av detta fornminne |
| Gerum 12:5            | Röse                             |              | Gerum, Gotland      |       | 57.303878, 18.310613 | 10092400120005 | Ladda upp en bild av detta fornminne |
| Gerum 12:6            | Stensättning                     |              | Gerum, Gotland      |       | 57.303902, 18.310306 | 10092400120006 | Ladda upp en bild av detta fornminne |
| Gerum 12:8            | Husgrund, förhistorisk/medeltida |              | Gerum, Gotland      |       | 57.304105, 18.309711 | 10092400120008 | Ladda upp en bild av detta fornminne |
| Gerum 14:1            | Stensättning                     |              | Gerum, Gotland      |       | 57.304432, 18.313237 | 10092400140001 | Ladda upp en bild av detta fornminne |
| Gerum 14:2            | Stensättning                     |              | Gerum, Gotland      |       | 57.304484, 18.313089 | 10092400140002 | Ladda upp en bild av detta fornminne |
| Gerum 15:1            | Röse                             |              | Gerum, Gotland      |       | 57.307094, 18.311730 | 10092400150001 | Ladda upp en bild av detta fornminne |
| Gerum 15:2            | Röse                             |              | Gerum, Gotland      |       | 57.307024, 18.312207 | 10092400150002 | Ladda upp en bild av detta fornminne |
| Gerum 15:3            | Stensättning                     |              | Gerum, Gotland      |       | 57.307061, 18.312009 | 10092400150003 | Ladda upp en bild av detta fornminne |
| Gerum 15:4            | Stensättning                     |              | Gerum, Gotland      |       | 57.307171, 18.311936 | 10092400150004 | Ladda upp en bild av detta fornminne |
| Gerum 24:1            | Stensättning                     |              | Gerum, Gotland      |       | 57.304899, 18.330176 | 10092400240001 | Ladda upp en bild av detta fornminne |
| Gerum 27:1            | Stensättning                     |              | Gerum, Gotland      |       | 57.305232, 18.331134 | 10092400270001 | Ladda upp en bild av detta fornminne |
| Gerum 30:1            | Stensättning                     |              | Gerum, Gotland      |       | 57.314243, 18.332856 | 10092400300001 | Ladda upp en bild av detta fornminne |
| Gerum 30:2            | Stensättning                     |              | Gerum, Gotland      |       | 57.314526, 18.332908 | 10092400300002 | Ladda upp en bild av detta fornminne |
| Gerum 39:1            | Stensättning                     |              | Gerum, Gotland      |       | 57.317269, 18.311891 | 10092400390001 | Ladda upp en bild av detta fornminne |
| Gerum 40:1            | Stensättning                     |              | Gerum, Gotland      |       | 57.315721, 18.304104 | 10092400400001 | Ladda upp en bild av detta fornminne |
| Gerum 40:2            | Stensättning                     |              | Gerum, Gotland      |       | 57.315706, 18.304348 | 10092400400002 | Ladda upp en bild av detta fornminne |
| Gerum 51:1            | Röse                             |              | Gerum, Gotland      |       | 57.299136, 18.301247 | 10092400510001 | Ladda upp en bild av detta fornminne |
| Gerum 68:1            | Husgrund, förhistorisk/medeltida |              | Gerum, Gotland      |       | 57.298914, 18.345214 | 10092400680001 | Ladda upp en bild av detta fornminne |
| Gerum 73:1            | Röse                             |              | Gerum, Gotland      |       | 57.325389, 18.309950 | 10092400730001 | Ladda upp en bild av detta fornminne |